# Rolf Ahlers
Rolf Ahlers (* 9. August 1940 in Wendezelle, Niedersachsen) ist ein deutscher Ingenieur und Schriftsteller.

## Berufsleben
Rolf Ahlers wuchs in Wendezelle auf, heute ein Ortsteil der Gemeinde Wendeburg. Nach Schulbesuch und Facharbeiterlehre (Dreher) studierte er Maschinenbau, Abschluss als Diplomingenieur. Als solcher arbeitete er für die Bundesforschungsanstalt für Landwirtschaft in Braunschweig. 2003 veröffentlichte Ahlers als Herausgeber die Publikation der „Geschichte des Forschungsstandortes Braunschweig-Völkenrode“.

## Ehrenamtliche Tätigkeiten
1972 trat Ahlers in die CDU ein. Von 1981 bis 1996 wirkte er in Wendeburg als Ortsbürgermeister, von 1996 bis 2002 als Bürgermeister und 2002 bis 2011 als stellvertretender Bürgermeister. Von 1991 bis 2011 war er Mitglied im Kreistag Peine und wirkte von 1996 bis 2011 als stellvertretender Landrat.
Er engagiert sich durch ehrenamtliche heimatpflegerischen Tätigkeiten. Seit 1986 ist er als Gemeindeheimatpfleger von Wendeburg tätig und war von 2008 bis 2011 Kreisheimatpfleger des Landkreises Peine. Von 2003 bis 2021 war Ahlers Herausgeber der Ostfalenpost. Seit 2005 ist er Sprecher der Arbeitsgruppe Plattdeutsch des Vereins Braunschweigische Landschaft und 2008 bis 2024 Schriftleiter der Zeitschrift Braunschweigische Heimat.

## Ehrungen
- Verdienstkreuz am Bande des Verdienstordens der Bundesrepublik Deutschland, 2007
- Sieger beim Plattdeutsch-Literaturwettbewerb der Deuregio Ostfalen 2005, 2008 und 2011.
- Blutspende-Ehrennadel in Gold: 75-maliges Blutspenden.

## Stiftung
Für die Marienkirche in Wendeburg stiftete er 1989 die „Familienglocke“ als dritte Läuteglocke.